# Institoris Gábor
Mossóczi Institoris Gábor (Gyöngyös, Heves vármegye, 1732. január 19. – Pozsony, 1789. október 1.) evangélikus lelkész.

## Élete
Institoris Mossóczy Mihály és Sauer Susanna nemes szülők fia. (A család őse 1576-ban Mossóczy Mihály alias Institoris volt). Atyja korán elhalván, a Radvánszkyak házához került mint házitanító, akik neveltetéséről is gondoskodtak. Pozsonyban végezte a teologiát és lelkésznek szenteltetvén, tanulmányainak folytatása végett 1756. május 10-én a wittenbergi egyetemre iratkozott be; meglátogatta az 1758. nyári félévben a jenai egyetemet is. Visszatérvén hazájában, előbb Szulyón volt iskolamester, azután Radványban tanított; innét Kassára ment lelkésznek, ahol 1761. március 6-án ordináltatott. Később Pusztafödémesen, végül Pozsonyban volt lelkész.

## Műve
- Halál és utolsó ítélet napján gondolható rettegések ellen vigasztalásai. Pozsony, 1769.